# Franciela Krasucki
Franciela Krasucki (ur. 26 kwietnia 1988 w Valinhos) – brazylijska lekkoatletka, sprinterka, rekordzistka Ameryki Południowej juniorek w biegu na 100 metrów.
Zawodniczka jest multimedalistką mistrzostw Ameryki Południowej młodzieżowców, juniorów i juniorów młodszych. W 2005 zdobyła brązowy medal mistrzostw świata juniorów młodszych w sztafecie szwedzkiej. W 2006 zdobyła dwa złote medale podczas mistrzostw ibero-amerykańskich. W tym samym roku sięgnęła po złoto (sztafeta 4 × 100 metrów) i dwa srebra (bieg na 100 metrów i bieg na 200 metrów) podczas igrzysk Luzofonii w Makau. W 2011 została wicemistrzynią kontynentu w biegu rozstawnym 4 × 100 metrów. W tym samym roku zdobyła złoto światowych wojskowych igrzysk sportowych. Weszła w skład brazylijskiej sztafety 4 × 100 metrów, która zajęła 7. miejsce podczas mistrzostw świata w Daegu. Na koniec roku 2011, zdobyła złoto igrzysk panamerykańskich w biegu rozstawnym 4 × 100 metrów. W 2012 wystąpiła na igrzyskach olimpijskich w Londynie. Wraz z koleżankami z reprezentacji, zajęła 7. miejsce w finale sztafety 4 × 100 metrów. W biegu eliminacyjnym Brazylijki osiągnęły rezultat 42,55 – jest to rekord Ameryki Południowej. Podczas mistrzostw świata w Moskwie dotarła do półfinału biegu na 100 metrów (2013). W eliminacjach sztafety 4 × 100 metrów Brazylijki poprawiły własny rekord Ameryki Południowej (42,29), a w finale zgubiły pałeczkę i nie dobiegły do mety. W 2014 zdobyła indywidualnie złoto na 200 oraz brąz na 100 metrów, a także triumfowała w sztafecie 4 × 100 metrów podczas mistrzostw ibero-amerykańskich w São Paulo.
Złota medalistka mistrzostw Brazylii.
6 kwietnia 2013 w São Paulo przebiegła dystans 100 metrów w czasie 11,13 i wyrównała rekord Ameryki Południowej należący do Any Cláudii Silvy.

## Rekordy życiowe
- Bieg na 60 metrów (hala) – 7,19 (São Caetano do Sul, 2014) rekord Ameryki Południowej
- Bieg na 100 metrów – 11,13 (São Paulo, 2013) / 10,99w (São Paulo, 2014)
- Bieg na 200 metrów – 22,76 (São Paulo, 2013)